# Любомир Фрчкоський

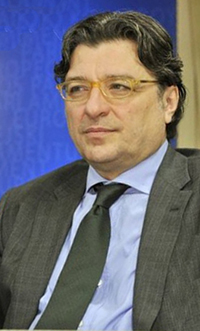
Любомир Фрчкоський

Любомир Данаїлов Фрчкоський (мак. Љубомир Данаилов Фрчкоски; 2 лютого 1957, Скоп'є) — македонський державний діяч, дипломат. Професор.

## Біографія
Народився 2 лютого 1957 року в місті Скоп'є.
Професор міжнародного права і міжнародних відносин юридичного факультету Університету св. Кирила і Мефодія в Скоп'є.
З 1990 по 1992 — міністр Кабінету міністрів Македонії.
З 1992 по 1996 — міністр внутрішніх справ Македонії.
З 1996 по 1997 — міністр закордонних справ Македонії.
У 1999 — брав участь в президентських перегонах, зайняв 2-ге місце з 36,86% голосів виборців.
З 2000 — радник Президента Македонії з питань конституції та прав людини.

## Наукові праці
- Меѓународно јавно право, Фитко (1991)
- Тези за политичкиот плурализам и правната држава во Македонија, Погледи 1 (1991)
- Меѓународно јавно право (учебник, монографија) Табернакул (1994)
- Меѓународно право за правата на човекот, Фондација Институт Отворено Општество Македонија (2001)
- ЕУ политика: меѓу принципите и Балканската пракса, Венецијанска Комисија- Совет на Европа (2001)
- Современи политички теории, Форум (2003)
- Меѓународно право за правата на човекот, второ дополнето издание, Магор (2005)
- Стекување и независност на Република Македонија, МАНУ- Зборник на АСНОМ (2005)
- Преговарање во конфликт на идентитети, Темплум (2007)